# Fort Atkinson (Nebraska)
Fort Atkinson fu il primo avamposto militare della US Army costruito ad Ovest del fiume Missouri negli Stati Uniti. Collocato nelle vicinanze dell'odierno Fort Calhoun nel Nebraska, il forte è stato costruito nel 1819 e venne abbandonato nel 1827.

## Storia

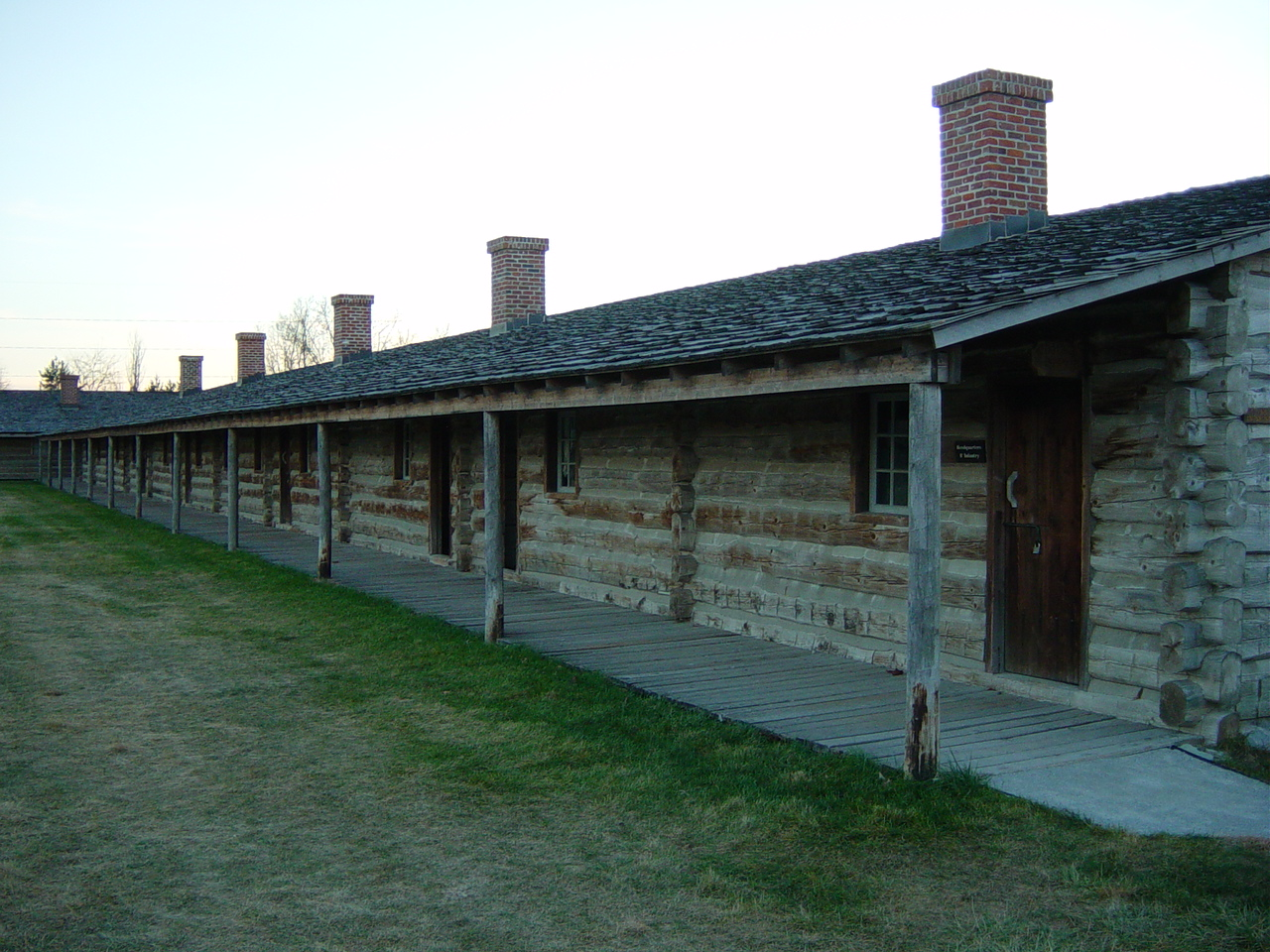
Dettaglio delle caserme situate lungo il bastione ovest

Il luogo, che sarebbe diventato Fort Atkinson, venne utilizzato nel 1804 per il Council Bluff tra la Lewis and Clark Expedition, i membri dell'Oto e le tribù dei nativi americani del Missouri. William Clark aveva visto di buon occhio il fiume Missouri come plausibile ottima zona per la costruzione di un forte e si assicurò la zona.
Quindici anni dopo, nel 1819, il Presidente James Monroe inviò una spedizione (la Yellowstone Expedition capitanata dal Colonnello Henry Atkinson) per stabilire una serie di fortini lungo il corso del Missouri. Questi forti avrebbero incrementato la presenza degli americani nel commercio delle pellicce ed aperto la concorrenza con il commercio britannico nelle pianure del Nord. La spedizione arrivò sul luogo del Council Bluff il 19 settembre. In quel momento la spedizione si fermò per costruire un campo (chiamato Cantonment Missouri) per l'inverno lungo le sponde del fiume, sotto le rapide.
I piani di costruire più forti vennero abbandonati ed i soldati rimasero lì tutto l'inverno.
L'inverno tra il 1819 ed il 1820 fu molto rigido; 160 di 1,120 uomini di quella spedizione morirono assiderati. Nella primavera del 1820 il Fiume Missouri inondò Cantonment Missouri; fu allora costruito un campo permanente sopra Council Bluff. Questo nuovo campo fu chiamato Forte Atkinson.
L'unica battaglia che coinvolse il presidio avvenne nel 1823. I membri della tribù Arikara attaccarono i trapper della Compagnia delle pellicce delle Montagne Rocciose lungo il fiume Missouri, nell'odierno Sud Dakota. Per vendetta i soldati attaccarono il villaggio degli Arikara. Molti morirono tra Indiani e Americani; erano i primi scontri che avvenivano in quelle pianure.
Nel 1827 il forte venne abbandonato; dal 1850, quando un vasto insediamento Americano si sviluppò in quell'area, rimase poco del forte. Intorno agli anni '50, la divisione archeologia della Nebraska State Historical Society, determinò esattamente la locazione di Forte Atkinson. La Nebraska Game and Parks Commission, tra gli anni '70 e gli anni '90, si occupò della ricostruzione del forte.
Oggi, totalmente ricostruito come l'originale, Forte Atkinson è un parco storico nel Nebraska dove, spesso in estate, si organizzano rappresentazioni teatrali riguardanti la storia americana del primo ottocento.